# Andrej Sacharov

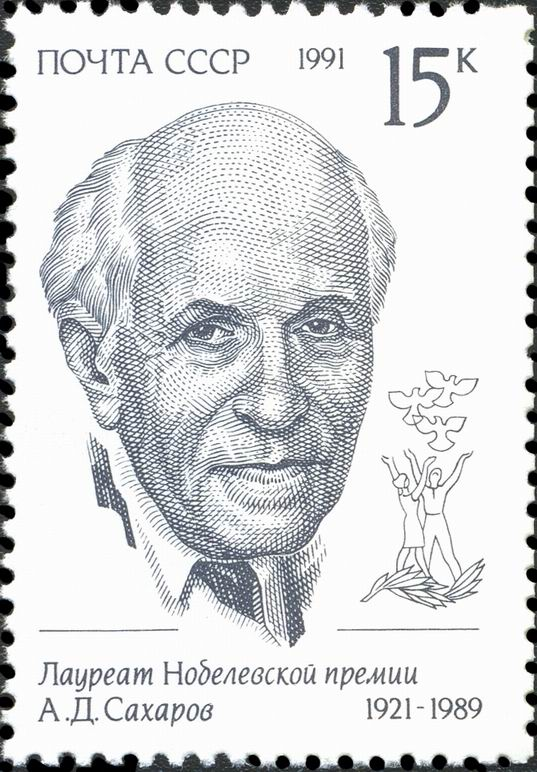
Sacharov på ett sovjetiskt frimärke från 1991.

Andrej Dmitrijevitj Sacharov (ryska: Андрей Дмитриевич Сахаров, uttal [ɐnˈdrʲej ˈdmʲitrʲɪjevʲɪtɕ ˈsaxərəf]), född 21 maj 1921 i Moskva, död 14 december 1989 i Moskva, var en rysk (sovjetisk) kärnfysiker och medborgarrättskämpe. 1972 gifte han sig med Jelena Bonner.

## Vetenskapliga insatser
Andrej Sacharov disputerade 1947 och arbetade från 1948 inom det ryska vätebombsprogrammet under Igor Tamm. Hans huvudsakliga arbete rörde sig inom forskningen om vätebomben och den kontrollerade kärnfusionen. Sacharov anses oberoende av Edward Teller och Stanisław Ulam ha kommit fram till en fundamental designprincip för termonukleära laddningar som i västvärlden vanligen kallas för Teller-Ulams design, men som i Ryssland kallas för ”Sacharovs tredje idé”.
Han var ledamot av den sovjetiska vetenskapsakademin från 1953. Han tilldelades  titeln Det sovjetiska arbetets hjälte tre gånger, något han enbart delade med kommunistpartiets generalsekreterare.

## Engagemang
Andrej Sacharov framförde tidigt sin åsikt, att förutsättningen för att världen skulle undgå fullständig undergång var att det rådde en teknisk jämvikt mellan öst och väst. Han ägnade sedan mitten av 1960-talet en stor del av sin tid åt att arbeta för en förbättring av de oliktänkandes situation. För detta arbete belönades Sacharov med Nobels fredspris 1975. Sacharov hindrades att ta emot priset i Norge och Jelena Bonner tog emot priset i hans ställe. Eftersom han också starkt kritiserade statsledningen för kriget i Afghanistan blev han förvisad från Moskva och sitt arbete där till staden Gorkij (nuvarande Nizjnij Novgorod). Först 1986 hävdes hans förvisning av Michail Gorbatjov.
Från manifestet Tankar om framsteg, intellektuell frihet och fredlig samexistens (1968, översatt 1970) över Sacharov har ordet (översatt 1974) till Mitt land och världen (översatt 1975), vidgades hans inställning till Sovjetunionen och dess socialism från kritik till fördömanden, särskilt i fråga om den bristande tillämpningen av Helsingforsavtalets bestämmelser om de mänskliga fri- och rättigheterna.

## Utmärkelser
- Asteroiden 1979 Sakharov är uppkallad efter honom.[3]

- Statliga Stalinpriset,  1953
- Socialistiska arbetets hjälte,  1953
- Socialistiska arbetets hjälte,  1955
- Leninorden,  1956
- Leninpriset,  7 september 1956
- Socialistiska arbetets hjälte,  1962
- Prix mondial Cino Del Duca,  1974[4]
- Nobels fredspris,  1975[5][6][7]
- Heinz R. Pagels Human Rights of Scientists Award,  1979
- Fritt Ord-priset,  1980
- Årets humanist,  1980
- Leo Szilard Lectureship Award,  1983[8]
- Tomalla-priset,  1984
- Hedersdoktor vid Vrije Universiteit Brussel,  1985[9]
- Elliott Cresson-medaljen,  1985[10]
- Albert Einsteins fredspris,  1988
- Akademiepenning,  1989
- Hedersdoktor vid Université Claude-Bernard-Lyon-I,  26 september 1989[11]
- Statliga Stalinpriset, 1:a graden
- Jubileumsmedalj ”40-årsdagen av segern i det Stora Fäderneslandkriget 1941-1945”
- Hedersdoktor vid Universitetet i Ottawa
- Medalj till minne av Moskvas 800-årsjubileum
- Hedersdoktor vid Keiouniversitetet
- Storkors av Vytiskorsorden
- Jubileumsmedalj ”30-årsdagen för segern i det Stora Fäderneslandkriget 1941-1945”
- Jubileumsmedalj ”För firandet av 100-årsdagen av Vladimir Lenins födelse”
- Hedersdoktor vid Hebreiska universitetet i Jerusalem
- Medalj ”För tappert arbete under det Stora Fäderneslandkriget 1941-1945”
- ”Veteran av arbetet”-medaljen
- Medlem av American Physical Society
- Vytiskorsorden
- Hedersdoktor vid Universitetet i Groningen
- Hedersdoktor vid Ohio State University
- Medalj "För utveckling av jungfruland"

[Redigera Wikidata]